# HD 202654
HD 202654，又名BD+47 3348，SAO 50631、HR 8136，是一颗恒星，视星等为6.46，位于銀經90.16，銀緯-0.68，其B1900.0坐标为赤經21h 12m 7.4s，赤緯+47° -0.68′ 26″。